# ASU-57
Die ASU-57 (Awiadessantnaja Samochodnaja Ustanowka; russisch АСУ-57 Авиадесантная самоходная установка, auf Deutsch: Luftlande-Selbstfahrlafette 57) war eine sowjetische Luftlande-Selbstfahrlafette (SFL). Ihre Aufgabe war es, isoliert hinter den feindlichen Linien operierenden Luftlandetruppen mobile Artillerieunterstützung zu geben.

## Geschichte
Während des Zweiten Weltkrieges wurden in der Sowjetunion alle Versuchs- und Entwicklungsarbeiten an leichten gepanzerten Fahrzeugen eingestellt. Erst nach 1945 war man wieder in der Lage, speziellere Entwicklungsarbeiten durchzuführen. Die Arbeiten an der Selbstfahrlafette OSU-76 begannen schon Mitte 1944 im Werk Nr. 38. Die oben offene OSU-76 war mit der 76,2-mm-Kanone ZiS-3 Modell 1942 bewaffnet. Im gleichen Werk wurde auch eine Selbstfahrlafette mit einer 45-mm-Kanone entwickelt und erprobt, die auf Baugruppen des leichten Panzers T-60 basierte.
Das Werk Nr. 40 in Mytischtschi entwickelte ab 1946 die ASU-76 (Objekt 570) und deren schwimmfähige Variante ASU-76P (Objekt 571). Die mit der 76,2-mm-Kanone LB-76s (D-56s) bewaffnete ASU-76 wurde am 17. Dezember 1949 als erste Luftlande-Selbstfahrlafette in die Bewaffnung aufgenommen. Eine Serienfertigung erfolgte nicht. 1949 entwickelte man im Waggoninstandsetzungs-Werk Nr. 2 die schwimmfähige Luftlande-SFL K-73. Diese war mit der 57-mm-Kanone Tsch-51 und einem koaxialen 7,62-mm-MG SG-43 ausgerüstet.

## Luftlande-Selbstfahrlafette „Objekt 572“
1948 wurde im Sonderkonstruktionsbüro 40 des Werkes Nr. 40 unter der Leitung des Chefkonstrukteurs N. A. Astrow die leichte Luftlande-SFL mit dem Werks-Index „Objekt 572“ entwickelt und ein Versuchsmuster gebaut, das bis 1949 die Erprobungen erfolgreich absolvierte. Das „Objekt 572“ wurde auf Beschluss des Ministerrates der UdSSR vom 19. September 1951 als ASU-57 in die Bewaffnung aufgenommen und ging im gleichen Jahr in die Serienproduktion. Auf der Militärparade am 1. Mai 1957 wurde die ASU-57 zum ersten Mal gezeigt.

## Technik
Die geschweißte Wanne war nur leicht gepanzert, um Gewicht zu sparen. Der nach oben hin offene Kampfraum war nur mit einer Plane bedeckt. Die Wannenfront war abgeschrägt, die Seiten standen vertikal, Heck und Boden waren aus Duraluminium gefertigt.
Für den Antrieb wurde der Vierzylindermotor M-20E (bekannt vom GAZ-69) mit einer Leistung von 50 PS verwendet. Er war vorne rechts verbaut und trieb die vorneliegenden Treibräder an. Die ASU-57 bekam ein Stützrollenlaufwerk mit vier einzeln aufgehängten Laufrollen und zwei Stützrollen je Seite. Auf Leitrollen wurde verzichtet, die Laufrollen waren drehstabgefedert. Der Bodendruck von 0,35 kp/cm² machte auch den Einsatz auf weichen Böden möglich.
Die Hauptbewaffnung bildete eine 57-mm-Kanone Tsch-51 (Tsch-51M), die leicht nach rechts versetzt verbaut wurde. Zum Kampfsatz der Kanone gehörten Splittersprenggranaten mit einer maximalen Kampfentfernung von 6000 Meter, Panzergranaten mit einer Durchschlagsleistung von 85 mm auf 1000 m und eine Unterkaliberganate mit einer Durchschlagsleistung von 100 mm auf 1000 m. Die Kanone erreichte dabei eine Kadenz von sechs bis zehn Schuss in der Minute.
Die geringen Abmessungen und die geringe Gefechtsmasse von 3,5 Tonnen ermöglichten den Lufttransport und das Absetzen per Fallschirm. Der speziell entwickelte schwere Lastensegler Jak-14 sollte vom Schleppflugzeug Tu-4T geschleppt werden und konnte eine ASU-57 mit Kampfsatz und zwei Mann (maximal 3,6 Tonnen) transportieren. Unter den Tragflächen des Bombers Tu-4D sollten in speziellen Containern (P-98M bzw. P-90) zwei ASU-57 transportiert werden. Beide Varianten kamen nicht über das Versuchsstadium hinaus.
Erst ab 1959 befanden sich das Transportflugzeug Antonow An-24 und die Fallschirmsysteme MKS-4-127 und MKS-5-128R mit der Fallschirmplattform PP-128-500 bzw. P-7 (An-12B, An-22, Il-76) im realen Truppeneinsatz. Zwei ASU-57 mit Kampfsatz auf Plattformen mit Fallschirmsystem konnten von einer An-12B aus Höhen von 500 bis 8000 Meter abgesetzt werden. Der Transport per Hubschrauber war ebenso möglich. Die Lastenplattformen waren nicht nur für die Aufnahme der SFL und das Verzurren im Flugzeug notwendig, sie verfügten auch über Schraubenfedern, die den Aufprall abfingen. Bei späteren Fallschirmsystemen mit größerer Nutzlast wurden Bremsraketen eingesetzt. Die Gefechtsbereitschaft konnte nach der Landung in kurzer Zeit erreicht werden, da die Lösung der Verzurrung nur wenige Minuten dauerte. Der Einsatz in den Luftlandetruppen erfolgte mit 54 Fahrzeugen je Abteilung.
Die ASU-57 wurde bis Ende der 1960er Jahre verwendet.

## Versionen

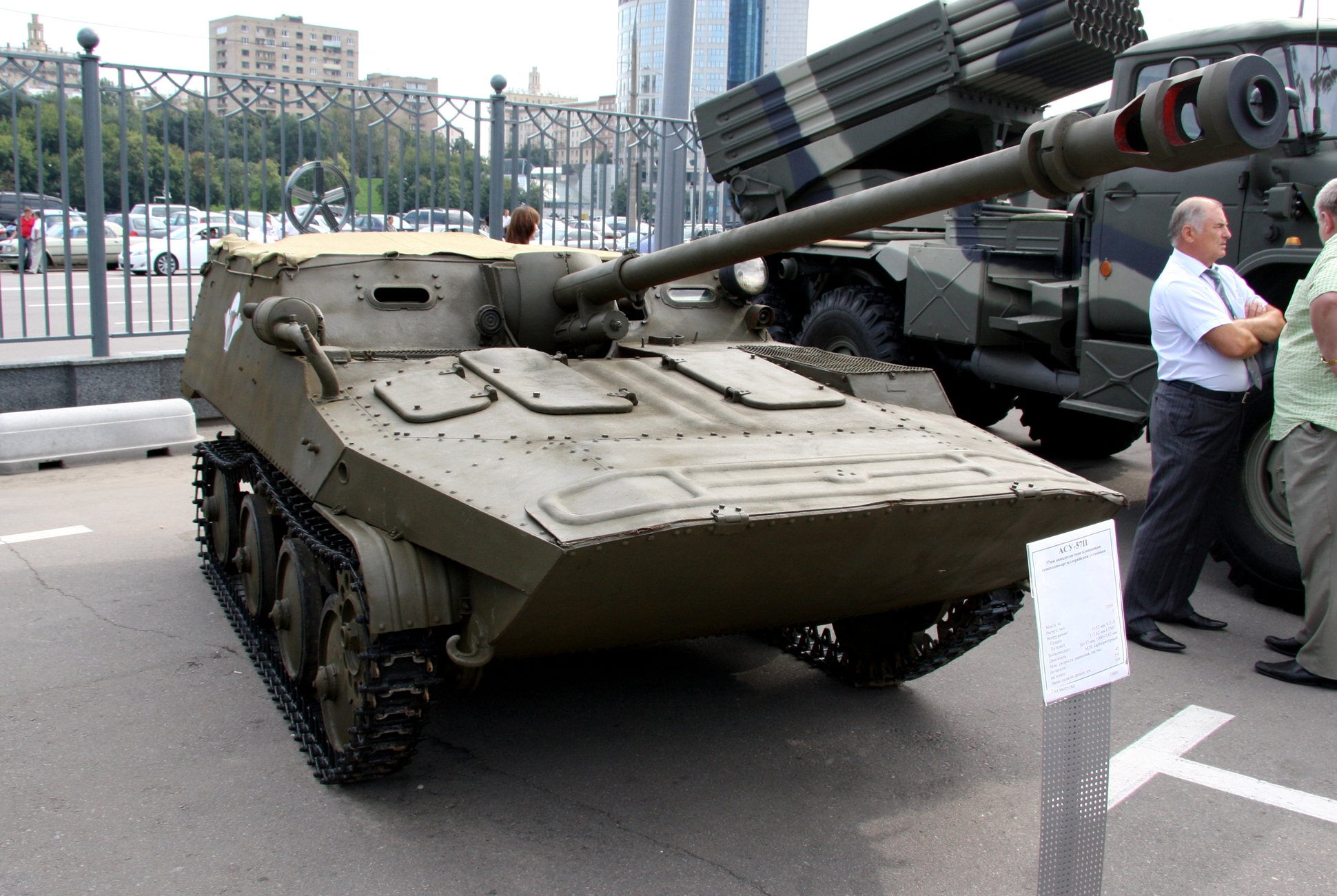
ASU-57P

- ASU-57 Objekt 572: 57-mm-Kanone Tsch-51 mit Schlitzrohrmündungsbremse
- ASU-57 Objekt 572: 57-mm-Kanone Tsch-51M mit Zweikammerrohrmündungsbremse
- ASU-57P Objekt 574: schwimmfähige Ausführung
- ASU-KSch: Kommando-Stabsfahrzeug ohne Kanone, vier Funkgeräte
- BSU-11-57F: vier Versuchsfahrzeuge mit rückstoßfreiem 107-mm-Geschütz B-11